# Sumpfastrild
Der Sumpfastrild (Estrilda paludicola) ist eine afrikanische Art aus der Familie der Prachtfinken. Es werden mehrere Unterarten für diese Art unterschieden.

## Beschreibung
Der Sumpfastrild hat eine Körperlänge von neun bis zehn Zentimetern. Das Männchen des Sumpfastrilds hat einen bräunlichgrauen Kopf und Nacken. Auf dem Rücken geht dieses Bräunlichgrau allmählich in ein helles Olivbraun über. Der Bürzel und die Oberschwanzdecken sind leuchtend karmesinrot. Die Wangen und die Ohrdecken sind blassgrau. Die Kehle und das Kinn sind cremeweiß. Die Brust und die Flanken sind gelblich cremefarben. Die Unterschwanzdecken sind bräunlich beige. Der Schnabel ist rot. Die Läufe und die Füße sind dunkelbraun.
Die Weibchen ähneln den Männchen, sind aber insgesamt blasser. Die Jungvögel sind den adulten Vögeln gleichfalls ähnlich, sind aber auf der Stirn bräunlicher. Das Körpergefieder ist matter.

## Verbreitungsgebiet und Lebensweise
Der Sumpfastrild kommt im tropischen Afrika vor. Sein Verbreitungsgebiet reicht vom Osten der Zentralafrikanischen Republik, vom Süden des Sudans und von Äthiopien über den Nordosten der Demokratischen Republik Kongo, Uganda, dem Westen Kenias bis in den Westen und dem Inneren Tansanias vor. Er ist außerdem im nördlichen Sambia sowie in Angola anzutreffen. Es werden in diesem großen Verbreitungsgebiet sechs Unterarten unterschieden. Fünf der Unterarten sind auf Grund des fragmentierten Verbreitungsgebietes voneinander isoliert. Lediglich die Verbreitungsgebiete der Unterarten Estrilda paludicola paliducola und E. p. roseicrissa grenzen aneinander an.
Der Lebensraum des Sumpfastrilds sind hohe Grasbestände und Schilf an stehenden und fließenden Gewässern sowie am Rand von Galeriewäldern. Er kommt auch in lichten Myrobalanen-Wäldern sowie am Rand von Ortschaften vor. In Äthiopien hat er eine Höhenverbreitung bis 1800 Höhenmeter und in Uganda bis 2000 Höhenmeter vor.

## Lebensweise
Nach der Brutzeit ist der Sumpfastrild in Schwärmen vergesellschaftet, die mehr als dreißig Individuen umfassen können. Gelegentlich ist er auch mit Wellenastrilden und Orangebäckchen vergesellschaftet. Die Nahrung der Sumpfastrilde sind überwiegend kleine Sämereien. Eine besonders große Bedeutung haben Grassamen, die der Sumpfastrild sowohl aus den Fruchtständen klaubt als auch von der Erde aufnimmt.
Die Brutzeit variiert in Abhängigkeit vom Verbreitungsgebiet und fällt gewöhnlich in die zweite Hälfte der Regenzeit. Die Balz ist bislang noch nicht im Freiland beobachtet worden. Das Nest ist ein Kugelnest mit seitlichem Eingang und wird in Grasbüscheln errichtet. Wie bei den verwandten Arten wird gelegentlich auf dem eigentlichen Nest ein Hahnennest errichtet, das denselben Umfang wie das eigentliche Nest hat, aber gewöhnlich etwas fragiler ist. Das Gelege besteht aus vier bis fünf weißschaligen Eiern. Die Brutdauer ist bislang nur bei in Gefangenschaft gehaltenen Vögeln beobachtet worden und betrug hier 12 bis 13 Tage. Die Nestlinge sind nach durchschnittlich 20 Tagen flügge.

## Systematik
Der Sumpfastrild wurde früher zum Orangebäckchen gestellt. Von dieser taxonomischen Einordnung hat man sich jedoch gelöst, da sich das Verbreitungsgebiet dieser beiden Arten teilweise überlappt und sie unvermischt nebeneinander vorkommen. Von einigen Autoren wird der Sumpfastrild mit dem Anambraastrild zu einer Superspezies zusammengefasst.

## Haltung
Sumpfastrilde wurden mutmaßlich erst 1957 nach Europa eingeführt: Ein einzelner Sumpfastrild wurde unter mehreren Orangebäckchen entdeckt, die der Kölner Zoo hielt. Es ist nicht ausgeschlossen, dass Sumpfastrilde schon zuvor unerkannt als Orangebäckchen in den Handel gebracht wurden. Bis heute gelangen Sumpfastrilde nur vereinzelt in den Vogelhandel und fehlen jahrelang völlig. Sie werden von einem kleinen Kreis von Haltern gezüchtet.